# Diplostix cavifrons
Diplostix cavifrons är en skalbaggsart som beskrevs av G. Müller 1946. Diplostix cavifrons ingår i släktet Diplostix och familjen stumpbaggar. Inga underarter finns listade i Catalogue of Life.